# 米基季亞尼
49°36′17″N 30°59′15″E / 49.60472°N 30.98750°E
米基蒂亞尼（烏克蘭語：Микитяни）是位於烏克蘭北部的村莊，由基辅州奧布希夫區的米羅尼夫卡市鎮負責管轄。該村始建於1600年，面積10.5平方公里，海拔高度178米，2001年人口289，人口密度每平方公里27.6人。